# Finales NBA 1951
Navigation
Finales 1950 Finales 1952
Les finales NBA 1951 concluent la saison 1950-1951 de la National Basketball Association (NBA). Les Knicks de New York de la division Est ont affronté les Royals de Rochester de la division Ouest. Rochester ayant l'avantage du terrain. 
Rochester a remporté les trois premiers matchs, deux à domicile, mais New York a remporté les trois suivants, dont deux à domicile. Ce sont les premières finales BAA ou NBA (s'étalant de 1947 à 1951), qui se sont prolongées jusqu'au septième match, sur une victoire de 4 points de Rochester à domicile le samedi 21 avril. 
Les sept matchs ont été disputés en quinze jours, débutant les samedi et dimanche 7 et 8 avril à Rochester. L'ensemble des Playoffs s'est déroulé sur 33 jours au cours desquels Rochester et New York ont disputé 14 matchs.  
Les Royals sont apparus dans leur première finale de la NBA en battant les Pistons de Fort Wayne en demi-finale et le double champion en titre les Lakers de Minneapolis en finale de division. Tandis que les Knicks ont battu les Celtics de Boston en demi-finale et les Nationals de Syracuse en finale de division. C'était la première apparition en finale pour les deux équipes, et la première finale avec deux équipes qui n'avaient pas fait une apparition depuis les finales BAA de 1947. 

## Résumé de la saison
| Champion de division | Qualifié pour les playoffs | Éliminé des playoffs |

| Division Est             | V  | D  | PCT   | GB   |
| ------------------------ | -- | -- | ----- | ---- |
| Warriors de Philadelphie | 40 | 26 | 60,6% | -    |
| Celtics de Boston        | 39 | 30 | 56,5% | 2.5  |
| Knicks de New York       | 36 | 30 | 54,5% | 4    |
| Nationals de Syracuse    | 32 | 34 | 48,5% | 8    |
| Bullets de Baltimore     | 24 | 42 | 36,4% | 16   |
| Capitols de Washington   | 10 | 25 | 28,6% | 14.5 |

| Division Ouest           | V  | D  | PCT  | GB |
| ------------------------ | -- | -- | ---- | -- |
| Lakers de Minneapolis    | 44 | 24 | .606 | -  |
| Royals de Rochester      | 41 | 27 | .565 | 3  |
| Pistons de Fort Wayne    | 32 | 36 | .545 | 12 |
| Olympians d'Indianapolis | 31 | 37 | .485 | 13 |
| Blackhawks de Tri-Cities | 25 | 43 | .364 | 19 |

### Tableau des playoffs
|  | Demi-finales de Division | Demi-finales de Division | Demi-finales de Division |                     |   | Finales de Division   | Finales de Division | Finales de Division |  |  | Finales NBA | Finales NBA        | Finales NBA |
|  |                          |                          |                          |                     |   |                       |                     |                     |  |  |             |                    |             |
|  | 1                        | Warriors de Philadelphie | 0                        |                     |   |                       |                     |                     |  |  |             |                    |             |
|  | 4                        | Nationals de Syracuse    | 2                        |                     |   |                       |                     |                     |  |  |             |                    |             |
|  | 4                        | Nationals de Syracuse    | 2                        |                     | 4 | Nationals de Syracuse | 2                   |                     |  |  |             |                    |             |
|  | Division Est             |                          |                          |                     | 4 | Nationals de Syracuse | 2                   |                     |  |  |             |                    |             |
|  |                          |                          | 3                        | Knicks de New York  | 3 |                       |                     |                     |  |  |             |                    |             |
|  | 3                        | Knicks de New York       | 3                        | Knicks de New York  | 3 | 2                     |                     |                     |  |  |             |                    |             |
|  | 3                        | Knicks de New York       |                          |                     |   | 2                     |                     |                     |  |  |             |                    |             |
|  | 2                        | Celtics de Boston        | 0                        |                     |   |                       |                     |                     |  |  |             |                    |             |
|  |                          |                          |                          |                     |   |                       |                     |                     |  |  | E3          | Knicks de New York | 3           |
|  |                          |                          | O2                       | Royals de Rochester | 4 |                       |                     |                     |  |  |             |                    |             |
|  | 1                        | Lakers de Minneapolis    | 2                        |                     |   |                       |                     |                     |  |  |             |                    |             |
|  | 4                        | Olympians d'Indianapolis | 1                        |                     |   |                       |                     |                     |  |  |             |                    |             |
|  | 4                        | Olympians d'Indianapolis | 1                        |                     | 1 | Lakers de Minneapolis | 1                   |                     |  |  |             |                    |             |
|  | Division Ouest           |                          |                          |                     | 1 | Lakers de Minneapolis | 1                   |                     |  |  |             |                    |             |
|  |                          |                          | 2                        | Royals de Rochester | 3 |                       |                     |                     |  |  |             |                    |             |
|  | 2                        | Royals de Rochester      | 2                        | Royals de Rochester | 3 | 2                     |                     |                     |  |  |             |                    |             |
|  | 2                        | Royals de Rochester      |                          |                     |   | 2                     |                     |                     |  |  |             |                    |             |
|  | 3                        | Pistons de Fort Wayne    | 1                        |                     |   |                       |                     |                     |  |  |             |                    |             |

## Résumé de la Finale NBA
| Match  | Date     | Équipe à domicile   | Résultat    | Équipe à l'extérieur |
| ------ | -------- | ------------------- | ----------- | -------------------- |
| Game 1 | 7 avril  | Royals de Rochester | 92–65 (1–0) | Knicks de New York   |
| Game 2 | 8 avril  | Royals de Rochester | 99–84 (2–0) | Knicks de New York   |
| Game 3 | 11 avril | Knicks de New York  | 71–78 (0–3) | Royals de Rochester  |
| Game 4 | 13 avril | Knicks de New York  | 79–73 (1–3) | Royals de Rochester  |
| Game 5 | 15 avril | Royals de Rochester | 89–92 (3–2) | Knicks de New York   |
| Game 6 | 18 avril | Knicks de New York  | 80–73 (3–3) | Royals de Rochester  |
| Game 7 | 21 avril | Royals de Rochester | 79–75 (4–3) | Knicks de New York   |

Cela marque la première des trois apparitions consécutives en finale des Knicks, mais ils perdront les trois finales. Ils ne retourneront pas en finale avant 1970, qu'ils gagneront cette fois-ci.

## Équipes
| Effectif des Royals de Rochester 1950-1951 |
| --- |
| 3 Frank Saul • 9 Bobby Wanzer • 10 Jack Coleman • 11 Bob Davies • 12 Arnie Johnson • 14 Arnie Risen • 15 Paul Noel • 16 Red Holzman • 19 Bill Calhoun • 20 Joe McNamee Entraîneur : Les Harrison |

| Effectif des Knicks de New York 1950-1951 |
| --- |
| 5 Max Zaslofsky • 7 Ray Lumpp • 9 Ernie Vandeweghe • 10 Tex Ritter • 11 Harry Gallatin • 12 Vince Boryla • 14 Gene James • 15 Dick McGuire • 17 George Kaftan • 18 Connie Simmons • 19 Nathaniel Clifton Entraîneur : Joe Lapchick |